# On air (Alan Parsons)
On air is een album van Alan Parsons uit 1996.
Het album volgt de geschiedenis van de luchtvaart, te beginnen bij Daedalus en Icarus in Too close to the sun, via Leonardo da Vinci's dromen over vliegen in One day to fly, tot het plan om een man op de maan te krijgen in Apollo, een nummer waarin de stem te horen is van John F. Kennedy met zijn beroemde toespraak op 25 mei 1961.
Het nummer Brother up in heaven werd geschreven door Ian Bairnson, de gitarist van The Alan Parsons Project, en refereert aan zijn neef (een helikopter piloot), die is neergeschoten tijdens een vredesmissie in Irak in 1994.
Het nummer Fall Free is opgedragen aan Rob Harris, een luchtsurfer die omkwam in 1995 tijdens het filmen van een reclamespot voor een frisdrank.
Het album bevat twee schijfjes: het eerste is de muziek-cd, het tweede is een multimedia cd-rom over de geschiedenis van de luchtvaart.